# L'autre...
L'autre... — третій студійний альбом Мілен Фармер, випущений 9 квітня 1991 року. Він містить найбільший хіт співака «Désenchantée», який був номером один у Франції протягом дев’яти тижнів, а також три інші десятки хітів. Альбом був загалом добре прийнятий критиками та мав великий успіх з точки зору чартів та продажів (№1 протягом двадцяти тижнів), ставши найбільш продаваним альбомом за всю кар’єру співака та двадцять другим альбомом-бестселером усіх часів у Франція.

## Передумови
Після свого першого концертного туру в 1989 році Мілен Фармер випустила нову пісню «À quoi je sers...», яка стала синтезом її музичної творчості та ознаменувала кінець епохи. У той час як альбом En concert був включений в чарти, вона використала наступні місяці, щоб подорожувати різними країнами, включаючи Індію, і відкривати для себе нові літературні твори, як-от твори Еміля Чорана, в яких вона черпала натхнення. Вона також захопилася живописом і відвідала багато художніх галерей і музеїв, які також були для неї джерелами натхнення. Потім вона вирішила записати третій студійний альбом, який був записаний на студії Mega. Це показало еволюцію співака: справді, тексти відзначили зміну мислення та свідчили про трансформацію в її житті, включаючи більшу відкритість до іншого (звідси й назва альбому). З цього моменту співачка вирішила більше проявити себе і пішла назустріч ближньому. Цей альбом, написаний протягом п'яти місяців, став результатом усього, що сталося з Фармер "на особистому та творчому рівнях".

## Слова і музика
Фармер пояснила зміст альбому в інтерв’ю: «Змінилося те, що я більше не хочу жаліти себе і зводити старі рахунки. (...) У цьому альбомі я набагато безсоромніша, ніж у попередньому. (...) Говорити про те, що я відчуваю в своєму серці і в моїй душі, це спосіб розкрити себе.". Проте в цьому альбомі повторно використані старі теми, які були улюблені співаком: справді, смерть, релігія, соціальний бунт, відчай, сексуальність і божевілля торкаються різних пісень.

## Критика
Загалом L'autre... отримав загалом позитивні відгуки ЗМІ та критиків. France Soir сказала, що цей альбом є «дуже добре створеним техно-попом». Midi Libre заявив: «Цей альбом принесе неабияке задоволення багатьом людям. Загальна атмосфера виглядає набагато менш кривою, ніж зазвичай». Музиканти на «відмінно», а пісні на «добре». Télé Loisirs побачила в цьому альбомі «більш наполегливу зрілість, менш похитну особистість». L'autre... був навіть обраний найкращим альбомом 1991 року читачами Smash Hits.

## Комерційна продуктивність
У Франції 8 квітня 1991 року альбом відразу посів перше місце у французькому чарті альбомів і залишався там двадцять тижнів поспіль. Як наслідок, у той час Фармер очолив чарти альбомів і синглів (з «Désenchantée»). Наступні шістнадцять тижнів альбом опустився на 26 місце, але через три тижні знову досяг 3 місця завдяки випуску « Je t'aime mélancolie ». Загалом альбом був у чарті 55 тижнів (Топ-40), 32 з них у першій п’ятірці. Альбом був сертифікований SNEP як діамантовий диск за мінімум один мільйон проданих копій. На сьогодні L'autre... є найбільш продаваним альбомом Фармер.
| #  | Назва                     | Довжина | Виступ(и) у турі(ях)                                                                                            | Телевізійні виступи | Коментар |
| -- | ------------------------- | ------- | --- | --- | --- |
| 1  | "Agnus Dei"               | 5:47    | Немає | Немає | Назва посилається на молитву, яку в католицизмі називають «Agnus Dei». Його співає латиною у приспівах актора Крістофера Томпсона. У тексті, який виглядає нешанобливим, використовується лексика, характерна для католицької жертви. Наприкінці Фармер сказала, що вона відлучена від церкви і вважає за краще піти геть від світу. |
| 2  | " Désenchantée "          | 5:22    | - 1996 Берсі - Міленіум Тур - Avant que l'ombre. . . у Берсі - № 5 у турі - Поза часом 2013 - Мілен Фармер 2019 | * Sacrée Soirée (17 квітня 1991, TF1) * La Une est à vous (20 квітня 1991, TF1) * Stars 90 (13 травня 1991, TF1) * Tous à la une (31 травня 1991, TF1) * Ріва-дель-Гарда (вересень, Рай Уно) | |
| 3  | " L'autre..."             | 5:26    | - 1996 Берсі - Avant que l'ombre. . . у Берсі                                                                   | * Stars 90 (13 травня 1991, TF1) * Tous à la Une (27 грудня 1991, TF1) | |
| 4  | «Je t'aime melancolie»    | 5:29    | - 1996 Берсі - Avant que l'ombre. . . у Берсі - Поза часом 2013                                                 | * Sacrée Soirée (11 грудня 1991, TF1) * Tous à la Une (27 грудня 1991, TF1) * Stars 90 (13 січня 1992, TF1) * Ein Kessel Buntes (березень 1992, Німеччина)                                   | |
| 5  | "Psychiatric"             | 6:12    | Немає | Немає | |
| 6  | "Regrets"                 | 5:17    | - Міленіум Тур                                                                                                  | * Star 90 (7 жовтня 1991, TF1) | Див. основну статтю « Шкода » |
| 7  | "Pas de doute"            | 5:09    | Немає | Немає | На перший погляд, пісня ніби розповідає історію пари, в якій жінка звинувачує чоловіка в тому, що той ухиляється від своїх обов’язків і не втручається в любовні стосунки. Однак текст допускає друге значення і, здається, стосується передчасної еякуляції .                                                                       |
| 8  | "Il n'y a pas d'ailleurs" | 5:50    | - Міленіум Тур                                                                                                  | Немає | У словах Фермер звертається до когось, свого двійника, який розчарований життям і думає про самогубство . Вона радить йому навчитися любити жити і відмовитися від її смутку. Музика дуже меланхолійна і завершується військовим кроком .                                                                                            |
| 9  | "Beyond My Control"       | 5:22    | - Міленіум Тур                                                                                                  | Немає | Див. основну статтю « Поза моїм контролем » |
| 10 | "Nous souviendrons nous"  | 5:05    | Немає | Немає | У тексті співачка задається питанням, чи запам'ятала б її публіка, якби вона припинила кар'єру. У рефрені вона викликає свої страхи та свої сумніви. Музика меланхолійна і використовує семпли деяких акордів, зіграних на фортепіано на початку «Désenchantée».                                                                     |